# Potts Camp
Potts Camp é uma cidade  localizada no estado americano de Mississippi, no Condado de Marshall.

## Demografia
Segundo o censo americano de 2000, a sua população era de 494 habitantes.
Em 2006, foi estimada uma população de 508, um aumento de 14 (2.8%).

## Geografia
De acordo com o United States Census Bureau tem uma área de
2,3 km², dos quais 2,3 km² cobertos por terra e 0,0 km² cobertos por água. Potts Camp localiza-se a aproximadamente 105 m acima do nível do mar.

## Localidades na vizinhança
O diagrama seguinte representa as localidades num raio de 24 km ao redor de Potts Camp.